# عمار بن حسان الطائي
عمّار بن حسّان الطائي (توفي في 61هـ/ 680 م) من أصحاب الحسين بن علي بن أبي طالب قدم معه من مكة إلى كربلاء، وشارك في المعركة وكان عمره ثمانين سنة وشارك في عدة معارك  وكان أبيه صحابي للنبي محمد (ص) والإمام علي (ع) وينسب إليه الآن قبيلة بنو لام الطائية
وذهب مع الامام الحسين (ع) من أجل القتال ضد جيش عمر بن سعد في الكوفة واستشهد بين يدين الامام الحسين (ع)

## نسبه
هو عمار بن حسان بن شريح بن سعد بن حارثة بن لام بن عمرو بن ظريف بن عمرو بن ثمامة بن ذهل بن جذعان بن سعد بن طي، الطائي كان أباه حسان ممن صحب علي بن أبي طالب وقاتل معه في حرب الجمل وحرب صفين وحرب النهروان فقتل بها.
ومن أحفاد عمار عبد الله بن أحمد بن عامر بن سليمان بن صالح بن وهب بن عمار أحد علماء ورواة الاثنا عشرية وهو صاحب كتاب «قضايا أمير المؤمنين» يرويها عن أبيه، عن علي بن موسى الرضا.

## معلومات عنه مع الحسين
قُتل في الحملة الأولى من معركة كربلاء.

### مسيرته مع الحسين من المدينة الى كربلاء
خرج مع الامام الحسين (عليه السلام) من المدينة المنورة حتى وصل الى كربلاء وبقى معه حتى يوم العاشر من شهر محرم حتى أخذ الأذن من الامام الحسين (عليه السلام) خرج محارباً وسقط في ارض المعركة

#### ذكره في الزيارة الناحية
وقد نال سلام الامام المهدي (عج) في الزيارة الناحية (السلام على عمار بن حسان الطائي) 